# Joseph Banks Rhine
Joseph Banks Rhine (känd som J. B. Rhine), född 29 september 1895 i Waterloo, Pennsylvania, död 20 februari 1980, var en amerikansk botaniker som etablerade vetenskaplig forskning inom parapsykologi som en gren av psykologi vid Duke University.

## Biografi

### Bakgrund
Rhine var son till Samuel Ellis Rhine och Elizabeth Vaughan Rhine i Waterloo, Juniata County, Pennsylvania. Familjen flyttade till Marshallville, Ohio, när Josef var i tidiga tonåren.
Han studerade på Ohio Northern University och College of Wooster, varefter han tog värvning i marinkåren, och var stationerad i Santiago. Efter det skrev han in sig vid University of Chicago, där han tog magisterexamen i botanik 1923 och en doktorsexamen i botanik år 1925. Under tiden där, i maj 1922, blev han och hans fru imponerade av en föreläsning av Arthur Conan Doyle som hävdade vetenskapliga bevis för kommunikation med de döda.
Rhine undervisade i ett år vid Boyce Thompson Institute för växtforskning i Yonkers, New York. Sedan skrev han in sig vid psykologiska institutionen vid Harvard University för att studera ett år med professor William McDougall. År 1927 flyttade han till Duke University i Durham, North Carolina för att arbeta under McDougall. Rhine började där studier som hjälpt till att utveckla parapsykologi till en vetenskapsgren och såg på parapsykologi som en gren av "onormal psykologi."

### ESP-forskning
Rhine var 1937-50 professor vid Duke University och utförde omfattande forskning kring parapsykologiska fenomen och Extrasensorisk perception, ESP.
Rhines första speciella objekt i ESP-forskningen var Adam Linzmayer, en ekonomistudent vid Duke. År 1931, hade Linzmayer mycket hög träff i preliminära Zenerkort-tester som Rhine genomförde med honom; initialt, gjorde han 100% rätt på två korta tester (9-kortserie) som Rhine gav honom. Även i hans första långa test (en 300-kort serie), hade Linzmayer 39,6% rätt, när chansen skulle ha varit bara 20%.
Året därpå, testade Rhine en annan lovande individ, Hubert Pearce, som lyckades överträffa Linzmayer totala prestanda från 1931. (Pearce genomsnittliga träff under den tid han testades 1932 var 40%, medan en slump skulle ha varit 20%.)
Den mest kända serien experiment från Rhines laboratorium är utan tvekan ESP-testerna med Hubert Pearce och Joseph Gaither Pratt, forskarassistent. Pearce testades (med Zenerkort) från Pratt, som blandade och antecknade ordningen på korten i parapsykologilaboratoriet 100 yards från där Pearce. Serien bestod av 37 stycken 25-provkörningar, utförda mellan augusti 1933 och mars 1934. Resultaten var då mycket varierande, vanligen bättre än förväntat, men också fallande betydligt under medelvärdet.
År 1940 gjorde Rhine och medförfattare Joseph Gaither Pratt och andra medarbetare vid Duke Extra Sensory Perception, efter sextio år en översyn av alla experimentella studier av klärvoajans och telepati. Det har erkänts som den första metaanalys i denna vetenskapens historia.

## Eftermäle
Rhine introducerade, tillsammans med William McDougall, termen "parapsykologi" (efter en tysk term som myntades av Max Dessoir). Det sägs ibland att Rhine nästan på egen hand utvecklade en metodik och ett koncept för parapsykologi som en form av experimentell psykologi. Men hans stora bidrag, en del tidigare arbete längs liknande - analytiska och statistiska - linjer hade gjorts sporadiskt i Europa, var framför allt experimentellt arbete av Oliver Lodge.
Rhine grundade institutioner som är nödvändiga för parapsykologins fortsatta professionalisering i USA - bland annat inrättandet av Journal of Parapsychology och bildandet av Parapsychological Association, och även Foundation for Research on the Nature of Man (FRNM), en föregångare till det som idag kallas Rhine Research Center. Hans parapsykologiska forskningsorganisation var ursprungligen knuten till Duke University, men är nu separat.